# Зелена Дубрава (Борисовський район)
Зелена Дубрава (біл. вёска Зялёная Дубрава) — село в складі Борисовського району Мінської області, Білорусь. Село належало Метченській сільській раді, розташоване в східній частині області.